# Religión en Camboya
La religión oficial de Camboya y la que hace parte de la identidad cultural camboyana contemporánea es el Budismo Theravada. Sin embargo, esta religión en Camboya tiene un fuerte elemento hinduista debido a la larga historia hindú del país. Camboya fue entre los siglos I y XIV básicamente hinduista y esto solo cambió por el budismo por un decreto real. De esta manera, el pueblo continuó con prácticas sincréticas que aún subsisten. Pero también existe le presencia del antiguo animismo que se puede encontrar históricamente en el tiempo previo a la indianización jemer. Con el difícil periodo de guerras y conflictos a partir de 1970 y sobre todo con la prohibición religiosa por parte del régimen de los Jemeres Rojos entre 1975 y 1979, muchos monjes murieron y otros fueron rebajados de su condición religiosa, mientras pagodas fueron destruidas o convertidas en graneros[cita requerida]. Ello llevó a una decadencia del budismo camboyano que con la constitución del moderno Reino de Camboya se ha tratado de restablecer y se han recuperado numerosas pagodas. Sin embargo la crisis del budismo en Camboya y de la sociedad camboyana en general debido a las guerras, atrajo además muchos extranjeros que llegaron con sus propias religiones. La segunda religión en número en el país es el islam debido a la presencia del grupo étnico Cham. El cristianismo tiene su presencia especialmente en la Iglesia católica e iglesias, congregaciones y grupos protestantes, así como numerosas sectas que, sin embargo, no hacen un porcentaje significativo en el país en donde se ha establecido la libertad de cultos, pero existe una censura a la propaganda religiosa. Los conceptos clave que se derivan del animismo incluyen la estrecha interrelación entre los espíritus y la comunidad, la eficacia de las acciones y encantos apotrópicos y que atraen la suerte, y la posibilidad de manipular la propia vida a través del contacto con entidades espirituales como los espíritus "baromeos". El hinduismo ha dejado pocos rastros más allá de las prácticas mágicas del tantrismo y una gran cantidad de dioses hindúes ahora asimilados al mundo espiritual (por ejemplo, el importante espíritu neak ta llamado Yeay Mao es el avatar moderno de la diosa hindú Kali).

## Budismo

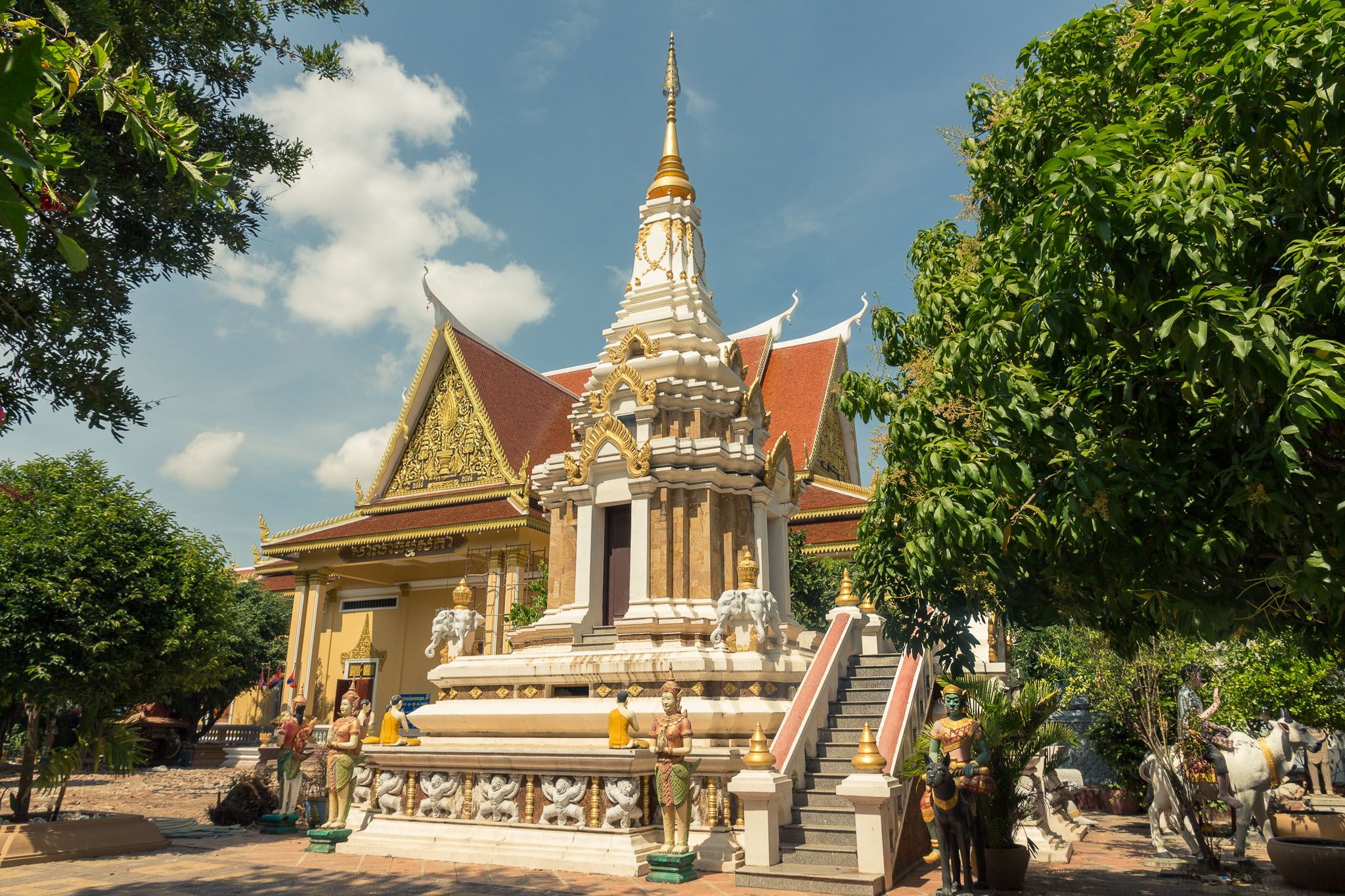
Wat Botum.

El budismo ha existido en Camboya desde al menos el siglo V d. C.. El budismo theravada ha sido la religión estatal camboyana desde el siglo XIII (excepto el período de Khmer Rouge), y actualmente se estima que es la religión del 97% de la población.
La historia del budismo en Camboya abarca casi dos mil años, a través de una serie de reinos e imperios sucesivos. El budismo entró en Camboya a través de dos corrientes diferentes. Las formas más tempranas del budismo, junto con las influencias hindúes, entraron en el reino de Funan con los comerciantes hindúes. En la historia posterior, una segunda corriente de budismo entró en la cultura jemer durante el imperio de Angkor cuando Camboya absorbió las diversas tradiciones budistas de los reinos mon de Dvaravati y Haripunchai.
Durante los primeros mil años de historia jemer, Camboya estuvo gobernada por una serie de reyes hindúes con un rey budista ocasional, como Jayavarman I de Funan y Suryvarman I. Una variedad de tradiciones budistas coexistieron pacíficamente en todas las tierras de Camboya, bajo la auspicios tolerantes de los reyes hindúes y los reinos vecinos de Mon-Theravada.

## Hinduismo
Camboya fue influida por primera vez por el Hinduismo durante el inicio del Reino de Funan. El Hinduismo fue una de las religiones oficiales del Imperio jemer. En Camboya se encuentra uno de los dos únicos templos dedicados a Brahma en el mundo. Angkor Wat de Camboya es el templo hindú más grande del mundo.
Actualmente, el Hinduismo es practicado por el 0.5% de la población.

## Religiones abrahámicas

### Islam
El islam es la religión de la mayoría de las minorías cham y malayas en Camboya. Según Po Dharma , había entre 150,000 y 200,000 musulmanes en Camboya hasta 1975, mientras que los documentos de investigación de Ben Kiernan alcanzaban los 250,000. Sin embargo, la persecución bajo el Jemer Rojo erosionó sus números y, a fines de la década de 1980, probablemente no habían recuperado su fuerza anterior. Todos los musulmanes cham son sunitas de la escuela shafi'i . Po Dharma divide al musulmán Cham en Camboya en una rama tradicionalista y una ortodoxa.
Los cham tienen sus propias mezquitas. En 1962 había alrededor de 100 mezquitas en el país. A fines del siglo XIX, los musulmanes en Camboya formaron una comunidad unificada bajo la autoridad de cuatro dignatarios religiosos: mupti, tuk kalih, raja kalik y tvan pake. Un consejo de notables en las aldeas de Cham consistía en un hakem y varios katip, bilal y labi. Los cuatro altos dignatarios y el hakem estaban exentos de impuestos personales, y fueron invitados a participar en las principales ceremonias nacionales en la corte real. Cuando Camboya se independizó, la comunidad islámica quedó bajo el control de un consejo de cinco miembros que representaba a la comunidad en funciones oficiales y en contactos con otras comunidades islámicas. Cada comunidad musulmana tiene un hakem que dirige la comunidad y la mezquita, un imán que dirige las oraciones. y un bilal que llama a los fieles a las oraciones diarias. La península de Chrouy Changvar, cerca de Phnom Penh, se considera el centro espiritual de Cham, y varios altos funcionarios musulmanes residen allí. Cada año, algunos de los Cham van a estudiar el Corán en Kelantan, en Malasia, y otros van a estudiar o peregrinar a La Meca. Según las cifras de finales de la década de 1950, aproximadamente el siete por ciento de los Cham habían completado la peregrinación y podían usar el fez o el turbante como una señal de su logro.
Actualmente es practicado por el 2.2% de la población.

### Cristianismo

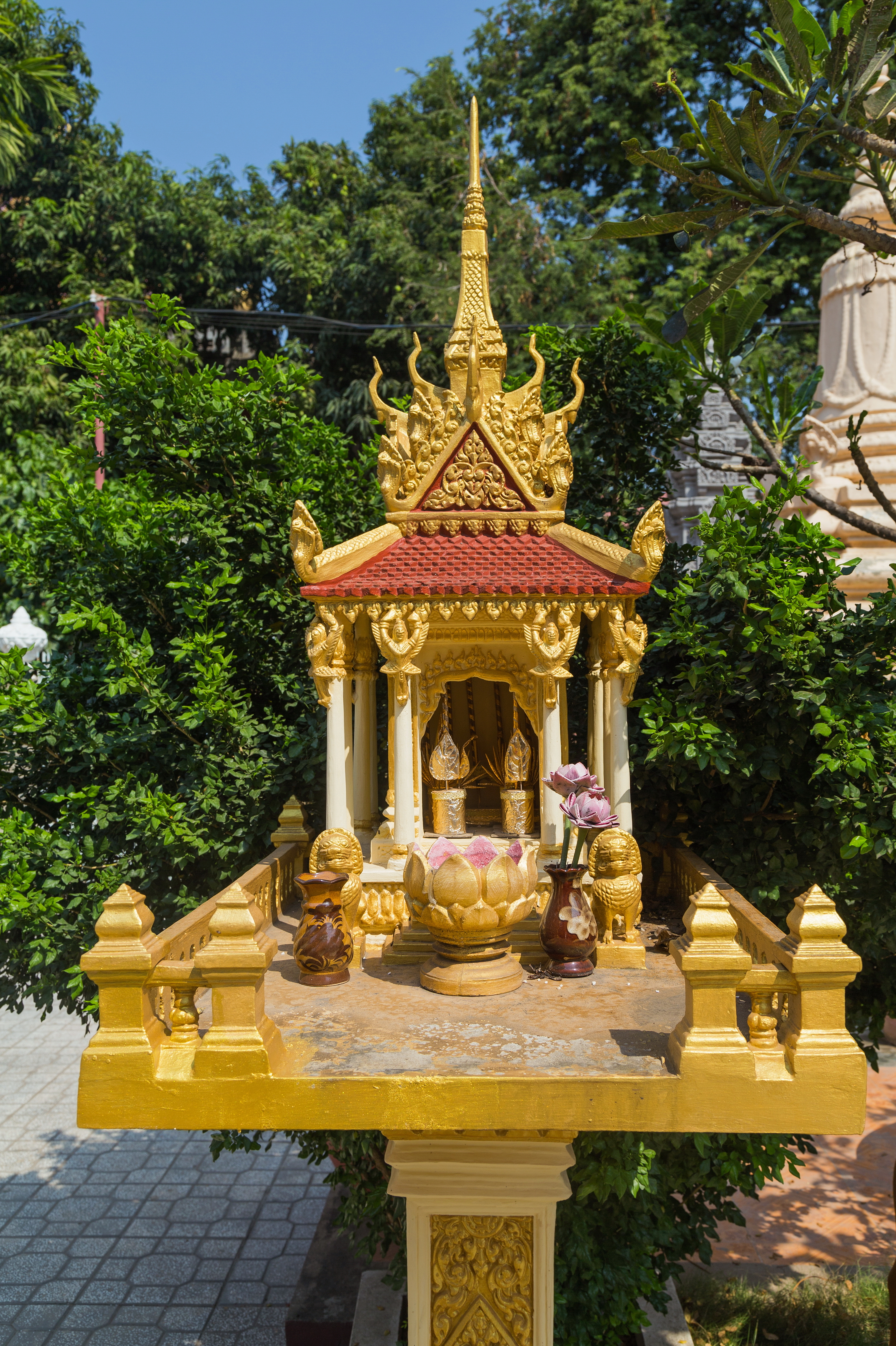
Spirit house at Wat Lanka.

La primera misión cristiana en Camboya fue creada por Gaspar da Cruz, un portugués miembro de la Orden Dominica, entre 1555 y 1556. Según su testimonio, esta fue un completo fracaso; encontró un país gobernado por un rey "Bramene" y oficiales"Bramene" ,descubrió que "los Bramenes son las personas más difíciles de convertir". sintió que nadie se atrevería a convertirse sin el permiso del rey, y abandonó el pais decepcionado, sin haber "bautizado nadie más allá de un gentil que dejó en la tumba".
La primera misión cristiana conocida en Camboya fue realizada por Gaspar da Cruz , un miembro portugués de la Orden Dominicana , en 1555-1556. Según su propia cuenta, la empresa fue un completo fracaso; se encontró con el país gobernado por un " Bramene rey" y "funcionarios Bramene", y descubrió que "los Bramenes son las personas más difíciles de convertir". Sintió que nadie se atrevería a convertirse sin el permiso del rey y abandonó el país decepcionado, al no haber "bautizado a más de un gentil que dejé en la tumba".
A pesar de la colonización francesa en el siglo XIX, el cristianismo tuvo poco impacto en el país. En 1972 había probablemente unos 20,000 cristianos en Camboya, la mayoría de los cuales eran Protestantes. Antes de la repatriación de los vietnamitas en 1970 y 1971, posiblemente hasta 62,000 cristianos vivían en Camboya. De acuerdo con las estadísticas de la Santa Sede, en 1953, los miembros de la Iglesia católica en Camboya sumaban 120,000, convirtiéndose en la segunda religión más grande en ese momento; las estimaciones indican que alrededor de 50,000 católicos eran vietnamitas. Muchos de los católicos que quedaron en Camboya en 1972 eran europeos, principalmente franceses; Y aun así, entre los católicos camboyanos hay blancos y euroasiáticos.de ascendencia francesa. Steinberg informó, también en 1953, que una misión unitaria estadounidense mantenía una escuela de formación de maestros en Phnom Penh, y que las misiones bautistas funcionaban en las provincias de Battambang y Siem Reap . Una misión de la Alianza Cristiana y Misionera fue fundada en Camboya en 1923; En 1962 la misión había convertido a unas 2.000 personas.
La actividad misionera protestante estadounidense aumentó en Camboya, especialmente entre algunas de las tribus de las montañas y entre los cham, después del establecimiento de la República Khmer. El censo de 1962, que reportó 2,000 protestantes en Camboya, sigue siendo la estadística más reciente para el grupo. En 1982, el geógrafo francés Jean Delvert informó que existían tres aldeas cristianas en Camboya, pero no dio ninguna indicación del tamaño, ubicación o tipo de ninguna de ellas. Los observadores informaron que en 1980 había más jemeres cristianos registrados entre los refugiados en los campamentos en Tailandia que en toda Camboya antes de 1970. Kiernan señala que, hasta junio de 1980, un pastor jemer organizó cinco servicios protestantes semanales en Phnom Penh, pero que habían sido reducidos a un servicio semanal después del acoso policial. Sus estimaciones sugieren que en 1987 la comunidad cristiana en Camboya se había reducido a unos pocos miles de miembros.
Varias denominaciones protestantes han reportado un crecimiento marcado desde la década de 1990, y según algunas estimaciones actuales, los cristianos representan el 2-3% de la población de Camboya.
Hay alrededor de 20,000 católicos en Camboya, que representa el 0.15% de la población total. No hay diócesis, pero hay tres jurisdicciones territoriales: un Vicariato Apostólico y dos Prefecturas Apostólicas . La Iglesia de Jesucristo de los Santos de los Últimos Días (también conocida como los mormones ) tiene una creciente población en Camboya. El presidente de la iglesia , Gordon B. Hinckley , presentó oficialmente el trabajo misionero a Camboya el 29 de mayo de 1996. [9] La iglesia ahora tiene 31 congregaciones (27 jemeres y tres vietnamitas, y una internacional).
Actualmente es practicado por más del 1% de la población.

### Judaísmo
En Camboya vive una muy pequeña comunidad judía, que cuenta con apenas unas 100 personas. Desde el año 2009, ha existido una casa de Jabad en la capital, Nom Pen.

## Irreligión
La irreligión ha experimentado cambios grandes desde 2010; según el último censo el 2% declaró no tener una religión mientras que en 2010 eran el 0.2% esto quiere decir que ha aumentado un 150%, esto se debe a que el Budismo y El islam van disminuyendo de manera forzada, siendo el Cristianismo la única de no decaer desde 2010.
La irreligión lo conforman el 75% los jóvenes 20% los adultos y los niños el 5%